# Mittelalterlicher jüdischer Friedhof Basel
In der mittelalterlichen Stadt Basel gab es von spätestens 1213 bis 1349 eine erste und von 1356 bis 1397 eine zweite jüdische Gemeinde. Die Standorte ihrer Friedhöfe (sowie ihrer Häuser und Synagogen) sind weitgehend erschlossen.

## Erster jüdischer Friedhof (13. Jahrhundert bis 1349)
Die erste mittelalterliche jüdische Gemeinde der Stadt Basel begrub ihre Mitglieder auf dem Friedhof am Petersplatz. Zeitgleich mit der Verbrennung und Vertreibung der Jüdinnen und Juden 1349 wurde der Friedhof verwüstet. Das Areal blieb Brachland, bis 1438 dort ein städtisches Korn- und Zeughaus gebaut wurde.

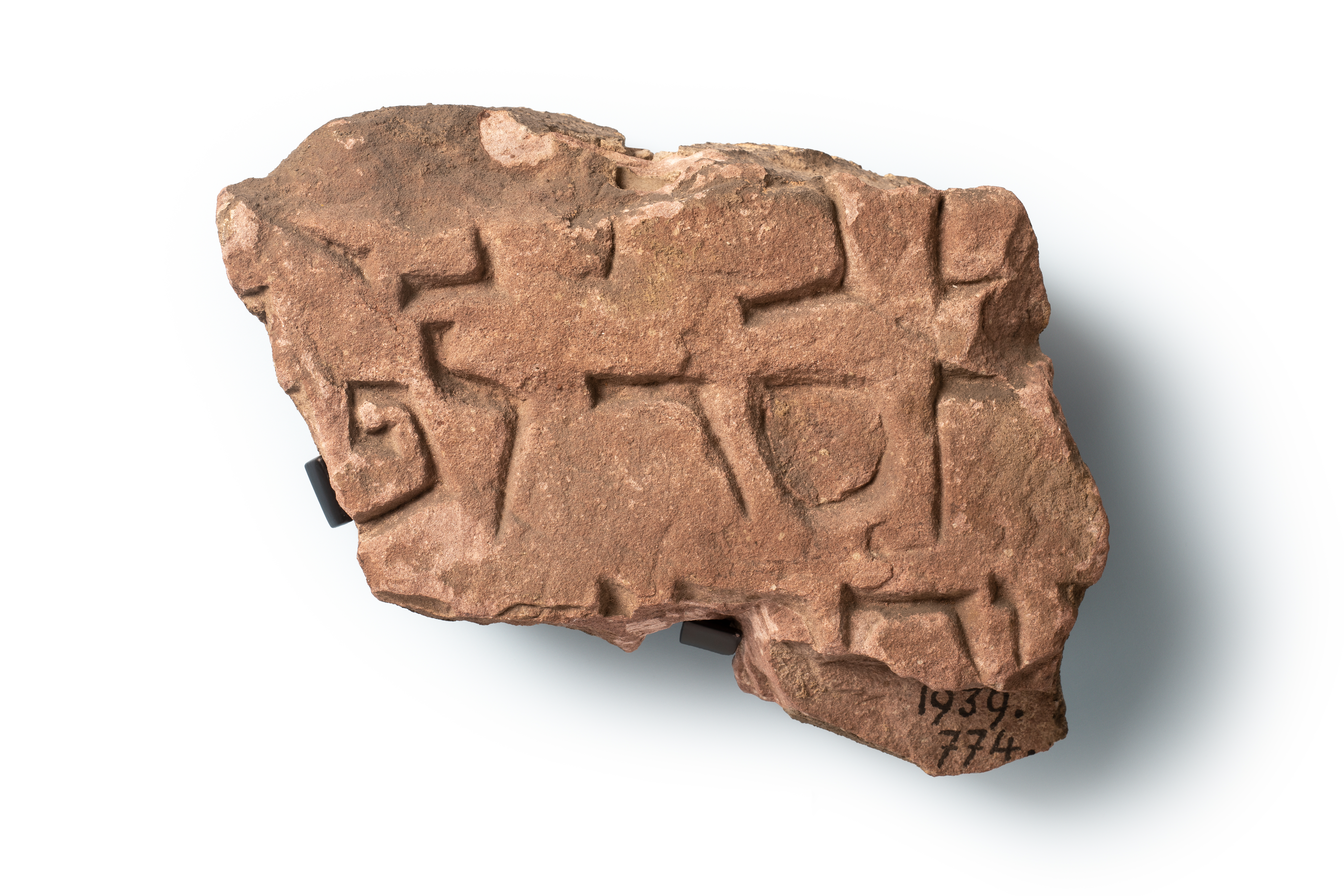
Grabstein Fragment (Datums-Stein), in der Sammlung des Jüdischen Museums der Schweiz.

Der älteste sicher zu datierende Grabstein stammt aus dem Jahr 1222 und ist heute im Hof des Jüdischen Museums der Schweiz ausgestellt. Ein rätselhaftes Fragment eines Grabsteins könnte auf das Jahr 1103/4 oder 1303/4 datiert sein. Roger Harmon, ein Spezialist für hebräische Inschriften, gab im August 2023 diesbezüglich ein Interview.
Der Friedhof befand sich gleich ausserhalb der inneren Stadtmauern, verkehrstechnisch zwischen den beiden Strassen der späteren Spalenvorstadt im Süden und der Neuen bzw. St. Johanns-Vorstadt im Norden. Der damalige Petersplatz gehörte im 13. Jahrhundert dem Petersstift. Spätestens 1264 schützte eine Mauer das Areal. Eingänge sind nicht bekannt.
Im Laufe des 13. Jahrhunderts entstand an den Ausfallstrassen vor den Stadttoren am oberen Ende des Spalenbergs und des Blumenrains eine neue Vorstadt.

## Zweiter jüdischer Friedhof (1356 bis 1397)
Die zweite, kleinere jüdische Gemeinde in Basel wurde gegründet, nachdem ein verheerendes Erdbeben 1356 die Stadt veranlasste, Jüdinnen und Juden zur Hilfe des Wiederaufbaus der Stadt erneut anzuwerben. Urkundlich belegt ist, dass die zweite Gemeinde über einen (vermutlich kleinen) Friedhof zwischen dem Aeschengraben und dem Hirschgässlein verfügte.

## Ausgrabungen und Wiederbestattungen

### Ausgrabungen des Jahres 1937
1937 wurde das alte Zeughaus im Viertel zwischen Petersgraben, Petersplatz, Spalengraben und dem Vesalianum an der Vesalgasse abgerissen. Dabei stiessen die Arbeiter auf sehr viele Skelette (gegen 150), die sie freilegten und bargen, 31 Grabsteinfragmente, Bestandteile von Trachten sowie ein bzw. zwei Münzdepots. Das Kollegienhaus der Universität Basel wurde in den Jahren 1937‒39 an der Stelle des alten, aus dem Mittelalter stammenden Zeughauses, erbaut.

### Ausgrabungen im Winter 2002/03
Zwischen 2001 und 2003 hat die Universitätsverwaltung zusammen mit dem Hochbauamt umfassende Renovationen und Modernisierungen des Kollegienhaus-Komplexes ausführen lassen. Als das Bauunternehmen im Dezember 2002 mit dem Aushub begann, stiess es auf menschliche Skelettreste. Dies führte zu einer umfassenden Ausgrabung der gesamten Aushubzone durch die Archäologische Bodenforschung Basel-Stadt.

### Wiederbestattungen der Jahre 1937 und 2003
Das Judentum schützt die Grabesruhe. Bei beiden Ausgrabungen sollten daher die Toten baldmöglichst auf einem jüdischen Friedhof wieder bestattet werden. Die geborgenen Skelette wurden daher nach kurzer Untersuchung der Israelitischen Gemeinde zur Bestattung übergeben.

## Mittelalterliche Grabsteine im Innenhof des Jüdischen Museum der Schweiz
| Signatur | Namen                      | Datum              | Gregorianisch            | Bilder der Grabsteine (alle in der Dauerausstellung des Jüdischen Museums der Schweiz) |
| JMS 494  | Baruch bar Awraham         | 29. Elul 5073      | 1313.09.29               |                                                                                        |
| JMS 495  | Ja'akow bar Dawid          | 10. Elul 5090      | 1330.09.02               |                                                                                        |
| JMS 496  | Schimon bar J[ ] Halewi    | 24. Nisan 4991     | 1231.04.05               |                                                                                        |
| JMS 1123 | Schlome bar (?)Aharon      | 2. Aw oder 2. Elul | 13./14. Jh., Juli/August |                                                                                        |
| JMS 497  | Anonym bat/eschet Jedid'ja | Nisan              | 13./14. Jh., März/April  |                                                                                        |
| JMS 498  | Chana bat/eschet Mosché    | Adar 4982          | 1222, Februar/März       |                                                                                        |
| JMS 499  | Sara bat Jisraël           | 6. Kislew 4987     | 1226.12.07               |                                                                                        |
| JMS 500  | Schlome bar Dawid          | 13. Kislew 4998    | 1237.12.08               |                                                                                        |
| JMS 501  | Jehude bar Passeach        | 18. Kislew 5054    | 1297.12.11               |                                                                                        |
| JMS 502  | Breina bat Schmuël         | 5012               | 1251/52                  |                                                                                        |